# 주방용품

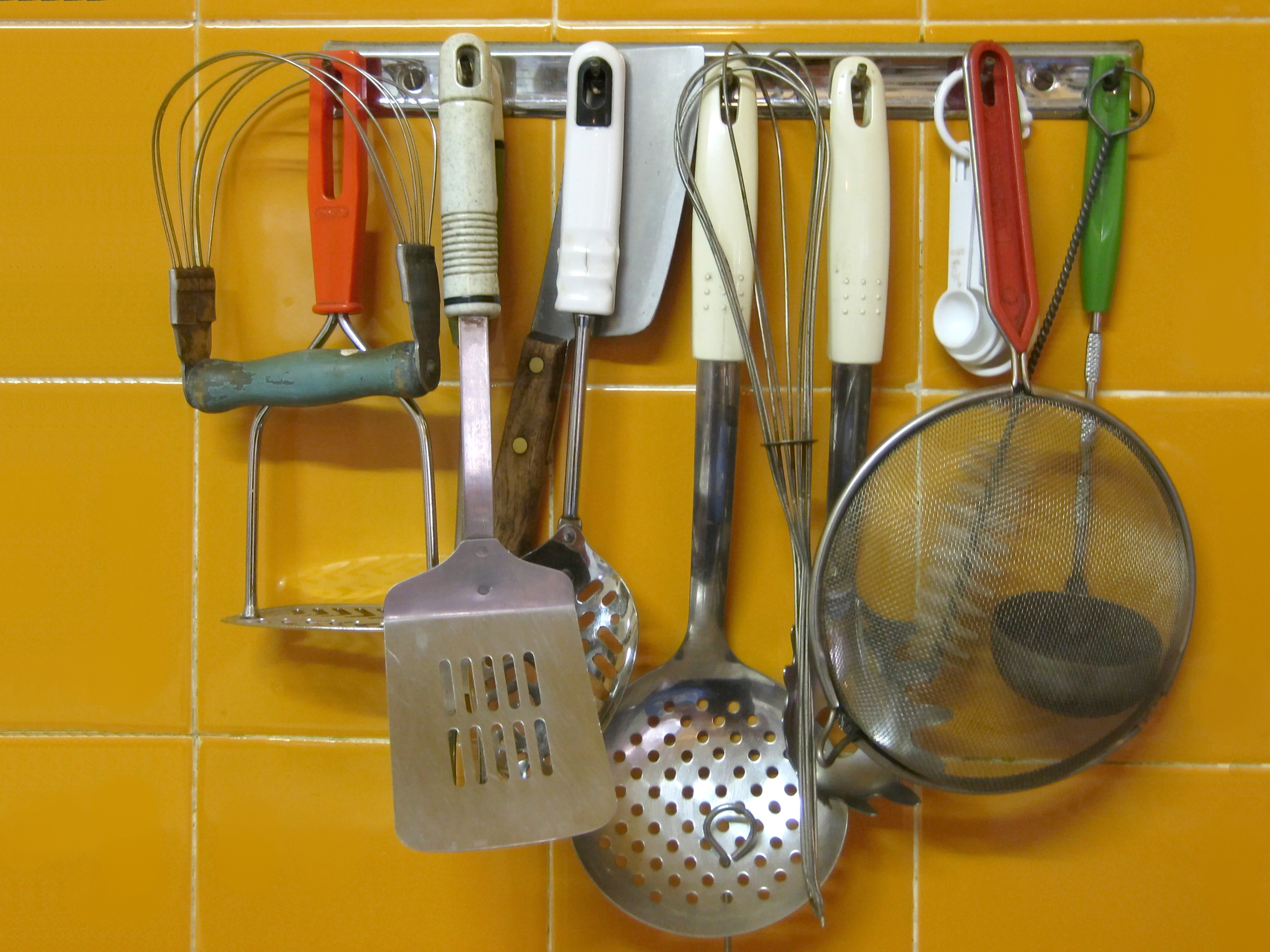
부엌 걸이에 걸려 있는 다양한 주방 용품. 왼쪽부터:
– 페이스트리 블렌더와 감자 누르개
– 스패튤러 및 (숨겨진) 서빙 포크
– 스키머와 셰프 나이프 (작은 클리버)
– 거품기와 구멍 뚫린 숟가락
– 스파게티 국자
– 체와 계량스푼 세트
– 솔과 국자

주방용품 또는 키친웨어(kitchenware)는 식품을 준비하고 서빙하는 데 사용되는 도구, 주방 용품, 가전제품, 식기, 조리용구를 말한다. 키친웨어는 준비 전후에 음식을 보관하는 데에도 사용될 수 있다.

## 종류

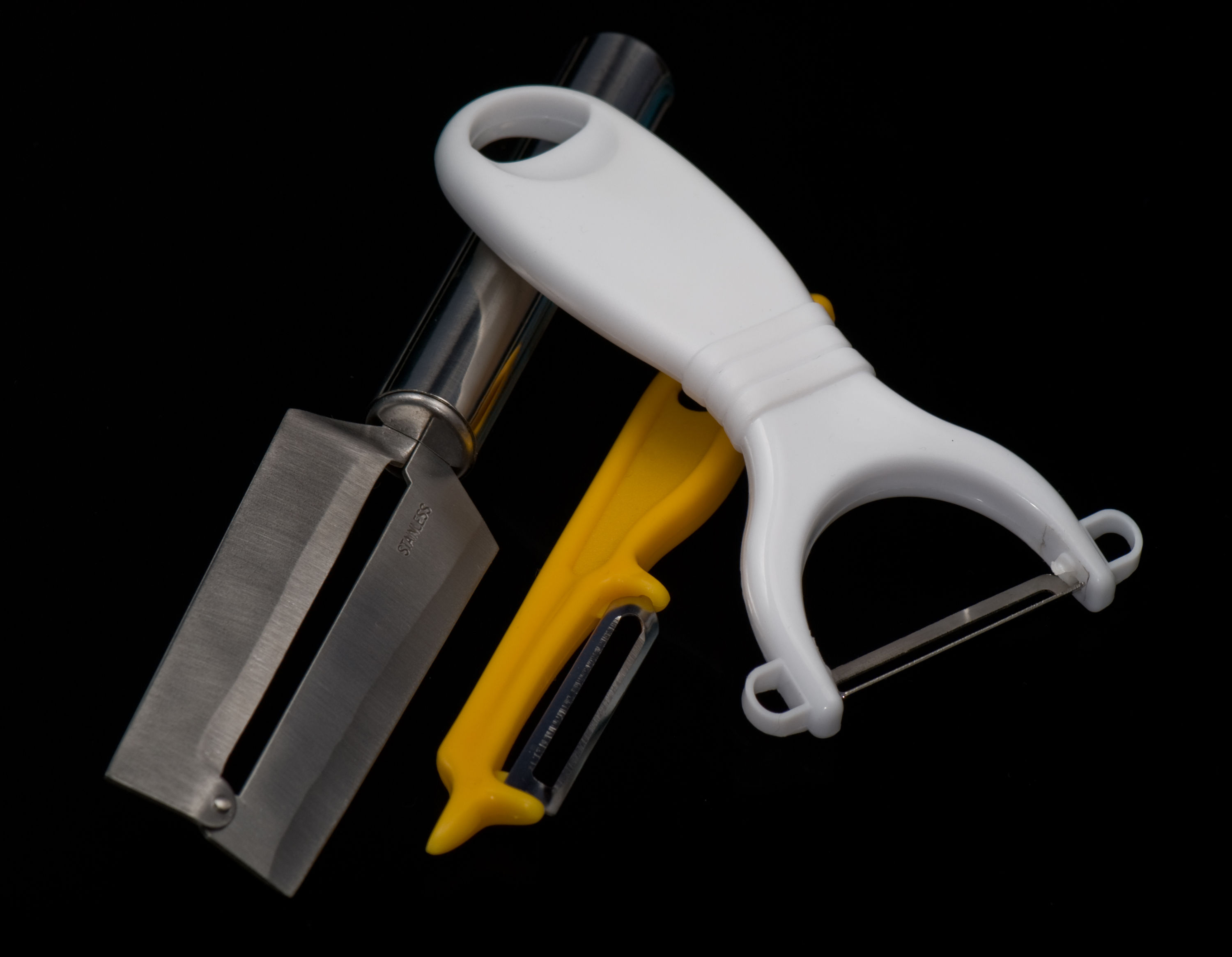
박피기들: 고정 칼날, 호주식 및 Y자 박피기

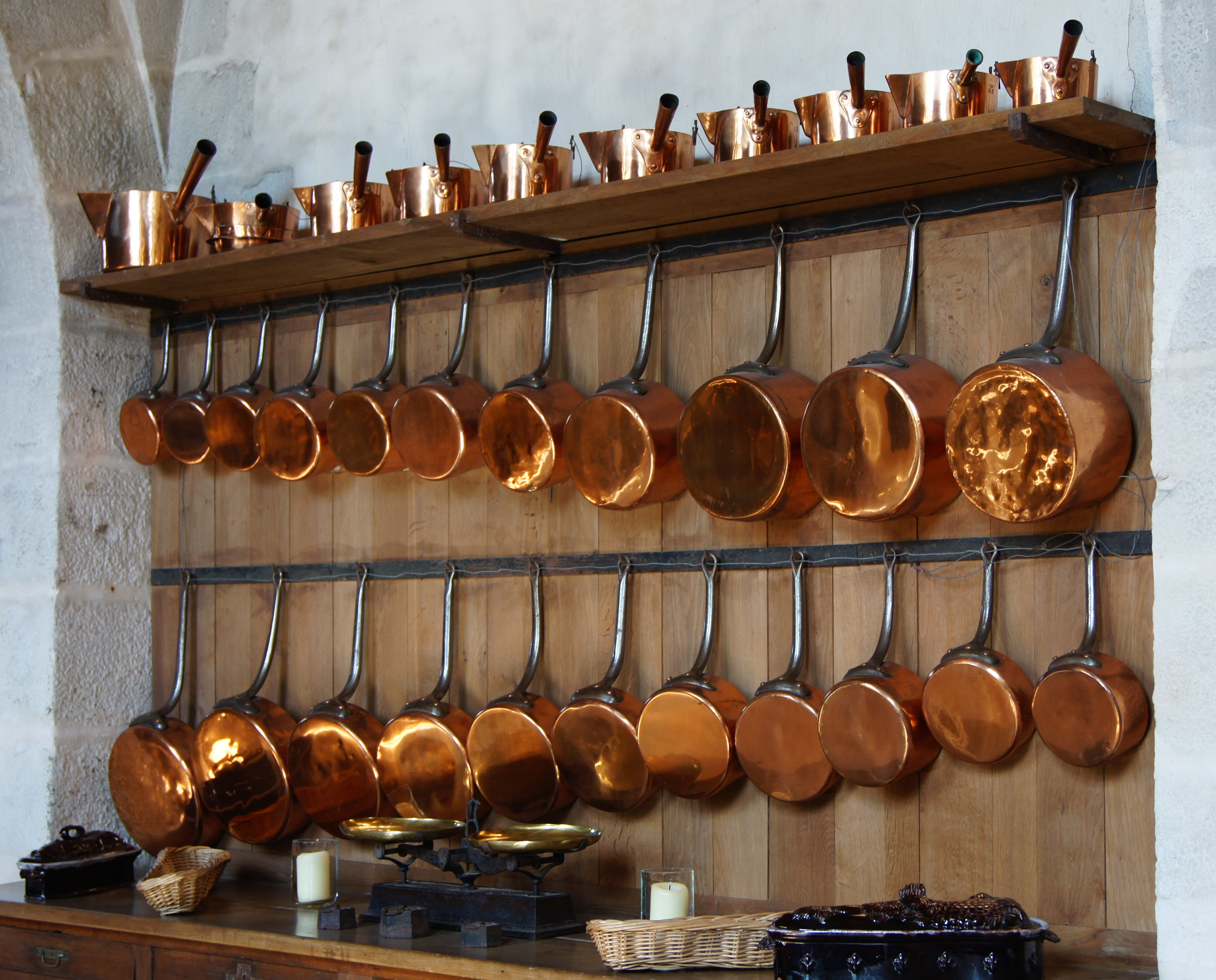
구리 소스팬, 보르비콩트 성

키친웨어는 다양한 종류의 도구를 포함한다. 가장 일반적인 키친웨어 품목 중 일부는 다음과 같다.
- 베이킹 접시
- 베이킹 트레이
- 케이크 팬
- 캔따개
- 도마
- 커피 프레스
- 콜런더
- 냉각 랙
- 코르크 따개
- 커틀러리
- 식기
- 달걀 거품기
- 달걀 슬라이서
- 전기 믹서
- 포크
- 프라이팬
- 마늘 짜개
- 강판
- 유리 제품
- 그릴 팬
- 주방 가위
- 칼
- 채칼
- 계량컵과 숟가락
- 계량스푼
- 고기 슬라이서
- 볼
- 머핀 트레이
- 압력솥
- 파스타 서버
- 박피기
- 페퍼 밀
- 파이 접시
- 피자 스톤
- 접시
- 감자 누르개
- 감자 짜개
- 밀대
- 소스팬
- 서빙 포크
- 서빙 스푼
- 시트 팬
- 프라이팬
- 구멍 뚫린 숟가락
- 수프 숟가락
- 스패튤러
- 나선형 채소 슬라이서
- 숟가락
- 냄비
- 찜기
- 스트레이너
- 타이머
- 토마토 슬라이서
- 집게
- 트레이
- 거품기
- 웍
- 나무 숟가락

## 같이 보기
- 바테리 드 퀴진
- 조리용구
- 가스트로놈, 주방용품에 대한 유럽 크기 표준
- 유로박스, 보관 및 운송을 위한 유럽 크기 표준
- 조리 용기 목록
- 식기 목록
- 식품 준비 도구 목록
- 유리 제품 목록
- 일본 요리 도구 목록
- 서빙 도구 목록
- 숟가락 종류 목록
- NSF 인터내셔널, 이전 이름 "내셔널 위생 재단"
- 식기